# Họ Anh thảo
Họ Anh thảo hay họ Báo xuân (danh pháp khoa học: Primulaceae) là một họ trong thực vật có hoa. Họ này hiện tại được hệ thống APG III công nhận chứa 58 chi, bao gồm khoảng 2.590 loài, trong đó một số loài hoa hoang dại cũng như một số loài hoa được ưa thích trồng trong vườn.

## Phân loại
Hệ thống APG II năm 2003 tách các phân họ Maesoideae, Theophrastoideae (bao gồm 2 tông Samoleae, Theophrasteae), Primuloideae và Myrsinoideae ra thành 5 họ; tương ứng là Maesaceae Anderberg, B. Ståhl & Kallersjö, Samolaceae Rafinesque, Theophrastaceae Link, Primulaceae nghĩa hẹp (Vent.) và Myrsinaceae R. Brown. Phân loại hiện tại cụ thể như sau:
- Phân họ Maesoideae: Phân họ Đơn nem
  - Maesa - Chi Đơn nem, khoảng 150 loài.
- Phân họ Theophrastoideae: 6-9 chi và 105 loài
  - Tông Samoleae
    - Samolus: 15 loài thủy hồi thảo, phiền lộ nước.

  - Tông Theophrasteae
    - Clavija (bao gồm cả Horta, Zacintha): Khoảng 50 loài nhài đá, điểm địa mai.
    - Deherainia
    - Jacquinia (bao gồm cả Bonellia, Jaquinia): Khoảng 35 loài.
    - Neomezia
    - Theophrasta
    - Votschia
- Phân họ Primuloideae: Phân họ Anh thảo, khoảng 9 chi và 900 loài
  - Androsace (bao gồm cả Aretia L., Douglasia, Gregoria, Vitaliana)
  - Bryocarpum - báo xuân quả dài
  - Hottonia- tuyết hoa thảo
  - Kaufmannia
  - Omphalogramma
  - Pomatosace - điểm địa mai lá lông chim
  - Primula: Chi Anh thảo (bao gồm cả Aretia Link, Cortusa, Dionysia, Dodecatheon, Exinia, Kaufmannia, Sredinskya) 490-600 loài anh thảo, báo xuân, giả báo xuân, sao băng, cây mười hai hoa.
  - Soldanella – Chi Chuông tuyết
- Phân họ Myrsinoideae: Phân họ Xay, khoảng 41 chi và 1.435 loài
  - Aegiceras: Sú, trú, cát, mắm, mui, lạp chúc
  - Amblyanthopsis
  - Amblyanthus
  - Anagallis (bao gồm cả Centunculus, Micropyxis) – phiền lộ đỏ, lưu ly phồn lũ. Theo truyền thống thuộc họ Primulaceae nghĩa hẹp.
  - Antistrophe
  - Ardisia: Chi Trọng đũa (bao gồm cả Afrardisia, Amatlania, Auriculardisia, Bladhia, Graphardisia, Ibarraea, Icacorea, Oerstedianthus, Parardisia, Pimelandra, Valerioanthus, Zunilia): 450 loài trọng đũa, cơm nguội, lá khôi, lưỡi cọp, tử kim ngưu.
  - Ardisiandra. Theo truyền thống thuộc họ Primulaceae nghĩa hẹp.
  - Asterolinon Có thể gộp trong chi Lysimachia. Theo truyền thống thuộc họ Primulaceae nghĩa hẹp.
  - Badula
  - Conandrium
  - Coris. Theo truyền thống thuộc họ Primulaceae nghĩa hẹp.
  - Ctenardisia
  - Cybianthus (bao gồm cả Comomyrsine, Conomorpha, Correlliana, Cybianthopsis, Grammadenia, Microconomorpha, Peckia, Weigeltia)
  - Cyclamen - Chi Tiên khách lai. Theo truyền thống thuộc họ Primulaceae nghĩa hẹp.
  - Discocalyx (bao gồm cả Tapeinosperma): 115 loài
  - Elingamita
  - Embelia (bao gồm cả Samara): 100 loài phỉ tử, toan đằng tử.
  - Emblemantha
  - Fittingia (bao gồm cả Abromeitia)
  - Geissanthus
  - Gentlea
  - Glaux – hải nhũ thảo, cỏ vú biển. Theo truyền thống thuộc họ Primulaceae nghĩa hẹp.
  - Graphardisia
  - Grenacheria. Có thể gộp trong chi Embelia.
  - Heberdenia
  - Hymenandra (bao gồm cả Chontalesia)
  - Labisia
  - Loheria (bao gồm cả Julibaria)
  - Lysimachia (bao gồm cả Apochoris, Naumburgia, Steironema): 150 loài trân châu, trân châu vàng, phiền lộ vàng, trân châu thái. Theo truyền thống thuộc họ Primulaceae nghĩa hẹp.
  - Monoporus
  - Myrsine (bao gồm cả Pilogyne, Rapanea, Suttonia): 155 loài thiết tử, thiết tồn, xay, mật hoa.
  - Oncostemum. Có thể gộp trong chi Badula.
  - Parathesis: 85 loài.
  - Pelletiera. Theo truyền thống thuộc họ Primulaceae nghĩa hẹp.
  - Pleiomeris
  - Sadiria
  - Solonia (bao gồm cả Walleniella)
  - Stimpsonia - thi đinh thảo, giả bà bà nạp
  - Stylogyne: 60 loài
  - Synardisia. Có thể gộp trong chi Ardisia.
  - Systellantha
  - Tapeinosperma
  - Tetrardisia
  - Trientalis – sen bảy cánh hoa, thất biện liên. Theo truyền thống thuộc họ Primulaceae nghĩa hẹp.
  - Vegaea
  - Walleniella (bao gồm cả Petesioides)
  - Yunckeria. Có thể gộp trong chi Ctenardisia.

## Phát sinh chủng loài
Phát sinh chủng loài trong phạm vi họ Anh thảo mở rộng như sau:

|  | Theophrastoideae                                              |
|  |                                                               |
|  | \| \| Primuloideae \| \| \| \| \| \| Myrsinoideae \| \| \| \| |
|  |                                                               |
|  | Primuloideae                                                  |
|  |                                                               |
|  | Myrsinoideae                                                  |
|  |                                                               |

|  | Primuloideae |
|  |              |
|  | Myrsinoideae |
|  |              |

|  | Theophrastoideae                                              |
|  |                                                               |
|  | \| \| Primuloideae \| \| \| \| \| \| Myrsinoideae \| \| \| \| |
|  |                                                               |
|  | Primuloideae                                                  |
|  |                                                               |
|  | Myrsinoideae                                                  |
|  |                                                               |

|  | Primuloideae |
|  |              |
|  | Myrsinoideae |
|  |              |

## Hình ảnh

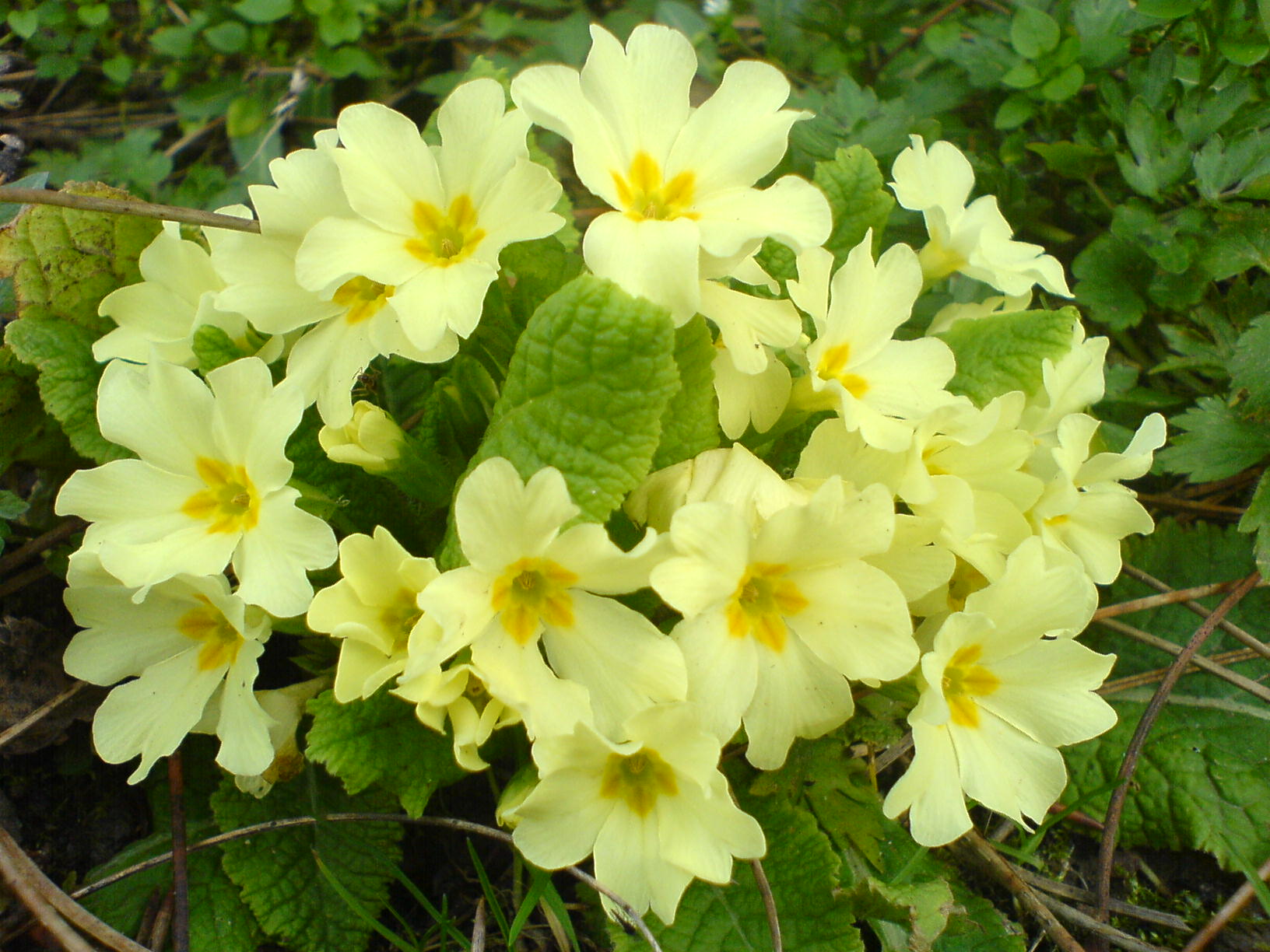
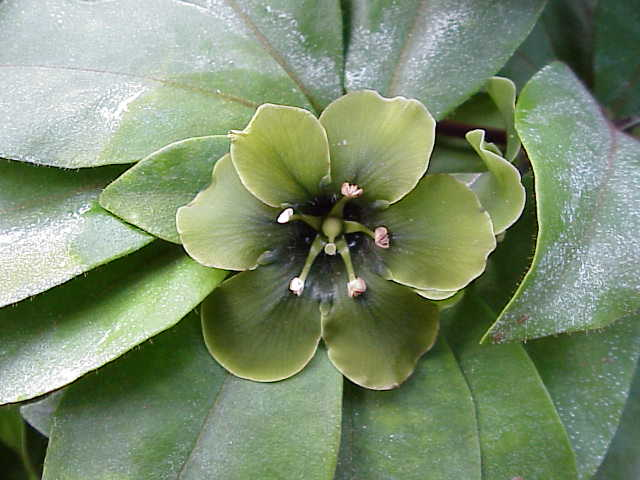
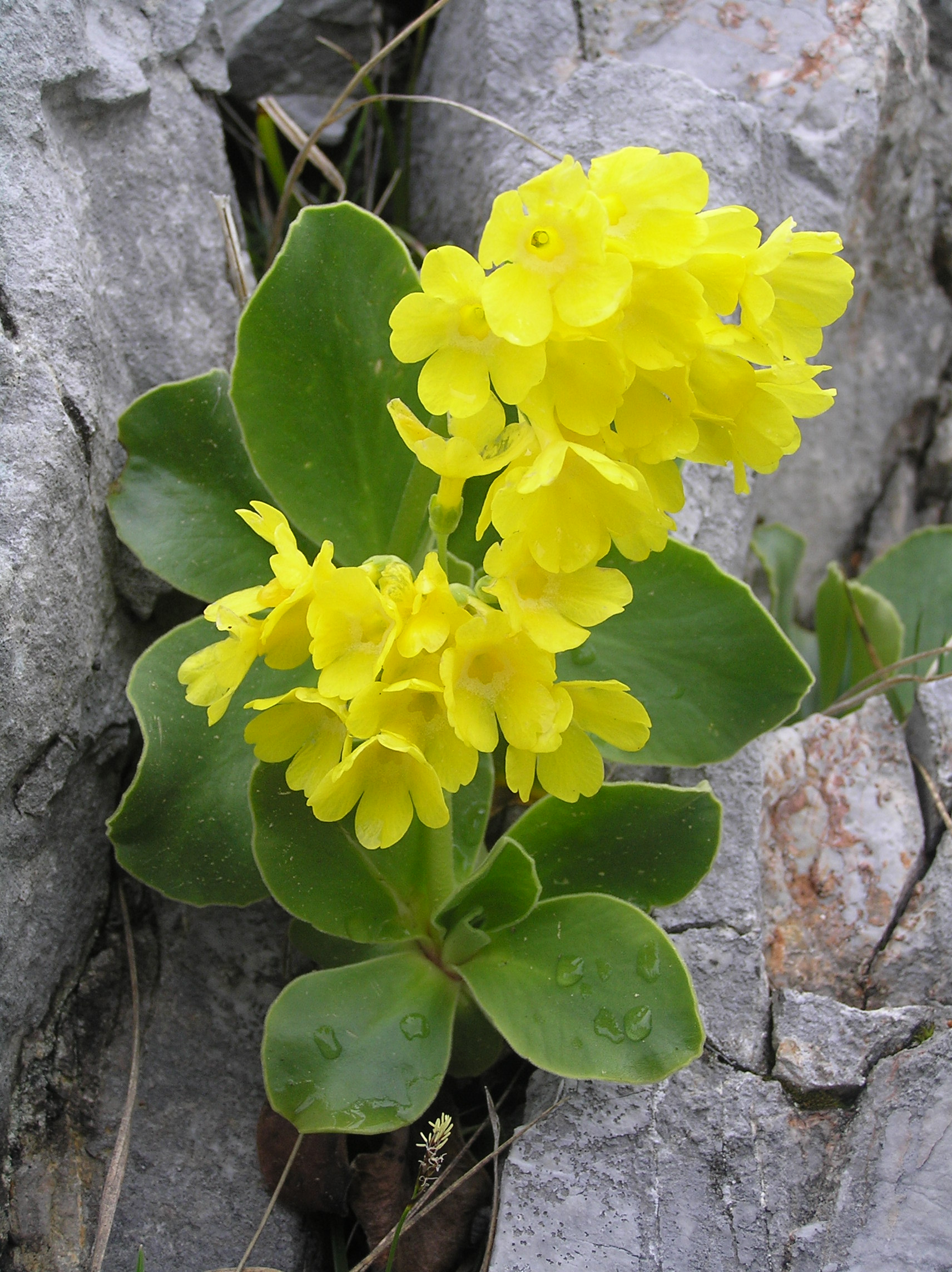
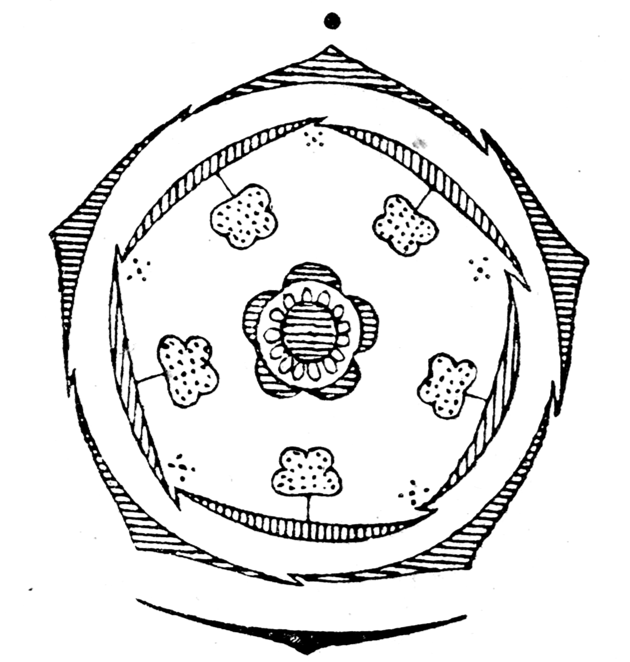